# Пюи дьо Дом
 Тази статия е за планината във Франция.  За департамента вижте Пюи дьо Дом (департамент).  
Пюи дьо Дом (на френски: Puy de Dôme) е планина в Централна Франция. Разположена е в едноименния департамент на регион Оверн. При изкачване на едноименния връх Пюи дьо Дом (1465 м над морското ниво), ще видите около себе си още около 50 върха подобни на този, на който стоите. Връх Пюи дьо Дом е един от най-известните вулканични конуси в Централния планински масив във Франция.
В района този тип върхове (наречени на френски „пюи“) са стотици. Някои са ерозирали и представляват меко заоблени хълмове, други са остри като игли. Кратерите на някои са запълнени с езера, други са със заравнени върхове. Многобройните горещи извори в района покзават, че близо до повърхността има нагорещена магма. Връх Пюи дьо Санси (1886 м) е най-високият от тези върхове.
Намира се в планинската верига Мон Дор, която е на около един милион години. В древността твърдината на племето оверни (откъдето идва и името на Оверн) се намирала близо до днешния град Клермон Феран. През 53 г. пр.н.е. вождът на племето Версенжеторикс обединил галските племена, за да дадат отпор на Юлий Цезар. Макар че спечелил битката, по-късно Версенжеторикс загубил битката в Бургундия и бил пленен.